# Марьинский сельсовет (Тамбовская область)
Марьинский сельсовет — муниципальное образование со статусом сельского поселения в Кирсановском районе Тамбовской области.
Административный центр — село Марьинка.

## История
В соответствии с Законом Тамбовской области от 17 сентября 2004 года № 232-З установлены границы муниципального образования и статус сельсовета как сельского поселения.

## Население
| 2010  | 2012  | 2013  | 2014  | 2015  | 2016  | 2017  |
| ----- | ----- | ----- | ----- | ----- | ----- | ----- |
| 1372  | ↘1306 | ↗1311 | ↘1254 | ↘1184 | ↘1142 | ↘1093 |
| 2018  | 2019  | 2020  | 2021  |       |       |       |
| ↘1080 | ↘1071 | ↘1046 | ↘996  |       |       |       |

## Состав сельского поселения
| №  | Населённый пункт | Тип населённого пункта       | Население |
| -- | ---------------- | ---------------------------- | --------- |
| 1  | Буровщина        | село                         | 10        |
| 2  | Вяжля            | село                         | 42        |
| 3  | Дербень          | село                         | 95        |
| 4  | Кезьминка        | посёлок                      | 8         |
| 5  | Марьинка         | село, административный центр | 210       |
| 6  | Рамза            | село                         | 322       |
| 7  | Советский        | посёлок                      | 12        |
| 8  | Сосновка         | посёлок                      | 13        |
| 9  | Старица          | посёлок                      | 7         |
| 10 | Чутановка        | село                         | 653       |